# 恰拉區 (瓦曼加省)
13°52′05″S 73°40′03″W / 13.8681°S 73.6676°W
恰拉區（西班牙語：Distrito de Chiara），是秘魯的一個區，位於該國中南部阿亞庫喬大區的瓦曼加省，面積498.4平方公里，海拔高度3,527米，2005年人口5,826，人口密度每平方公里12人。